# Acroceras
Az Acroceras az egyszikűek (Liliopsida) osztályának perjevirágúak (Poales) rendjébe, ezen belül a perjefélék (Poaceae) családjába tartozó nemzetség.

## Előfordulásuk
Az Acroceras nevű perjenemzetség nagy területeket nőtt be. Az USA déli határától kezdve Közép-Amerikán, a Karib-térségen és Dél-Amerika legnagyobb részén keresztül, egészen Észak-Argentínáig található meg. Észak-Afrika és az Afrika szarvának kivételével az egész kontinensen fellelhető; még Madagaszkáron is. Ázsiában Indiától és Srí Lankától keletre, egészen Új-Guineáig fordul elő ez a növénynemzetség.

## Rendszerezés
A nemzetségbe az alábbi 24 faj tartozik:
- Acroceras amplectens Stapf
- Acroceras attenuatum Renvoize
- Acroceras boivinii (Mez) A.Camus
- Acroceras bosseri A.Camus
- Acroceras calcicola A.Camus
- Acroceras chaseae Zuloaga & Morrone
- Acroceras diffusum L.C.Chia
- Acroceras elegans A.Camus
- Acroceras excavatum (Henrard) Zuloaga & Morrone
- Acroceras fluminense (Hack.) Zuloaga & Morrone
- Acroceras gabunense (Hack.) Clayton
- Acroceras hubbardii (A.Camus) Clayton
- Acroceras ivohibense A.Camus
- Acroceras lateriticum A.Camus
- Acroceras macrum Stapf
- Acroceras mandrarense A.Camus
- Acroceras manongarivense A.Camus
- Acroceras munroanum (Balansa) Henrard
- Acroceras parvulum A.Camus
- Acroceras sambiranense A.Camus
- Acroceras seyrigii A.Camus
- Acroceras tenuicaule A.Camus
- Acroceras tonkinense (Balansa) C.E.Hubb. ex Bor
- Acroceras zizanioides (Kunth) Dandy - típusfaj